# Aphaniosoma trisetum
Aphaniosoma trisetum är en tvåvingeart som beskrevs av Ebejer 1998. Aphaniosoma trisetum ingår i släktet Aphaniosoma och familjen gulflugor. Inga underarter finns listade i Catalogue of Life.